# Komyschuwacha (Kramatorsk)
Komyschuwacha (ukrainisch Комишуваха; russisch Камышеваха/Kamyschewacha) ist eine Siedlung städtischen Typs in der Oblast Donezk im Osten der Ukraine mit etwa 450 Einwohnern.

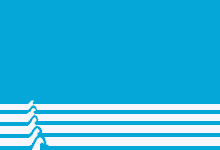
Flagge des Ortes

Der Ort wurde 1902 gegründet und besitzt seit 1962 den Status einer Siedlung städtischen Typs.
Die Siedlung im Norden der Oblast Donezk am Flüsschen Balka Busowata (балка Бузовата), etwa 12 Kilometer vom Stadtzentrum von Kramatorsk und 80 Kilometer nördlich der Oblasthauptstadt Donezk.
Am 12. Juni 2020 wurde die Siedlung ein Teil neugegründeten Stadtgemeinde Kramatorsk, bis dahin war sie Teil der Siedlungsratsgemeinde Krasnotorka als Teil der Stadtratsgemeinde von Kramatorsk.
Am 17. Juli 2020 wurde der Ort ein Teil des Rajons Kramatorsk.